# Hohe Brücke (Merseburg)

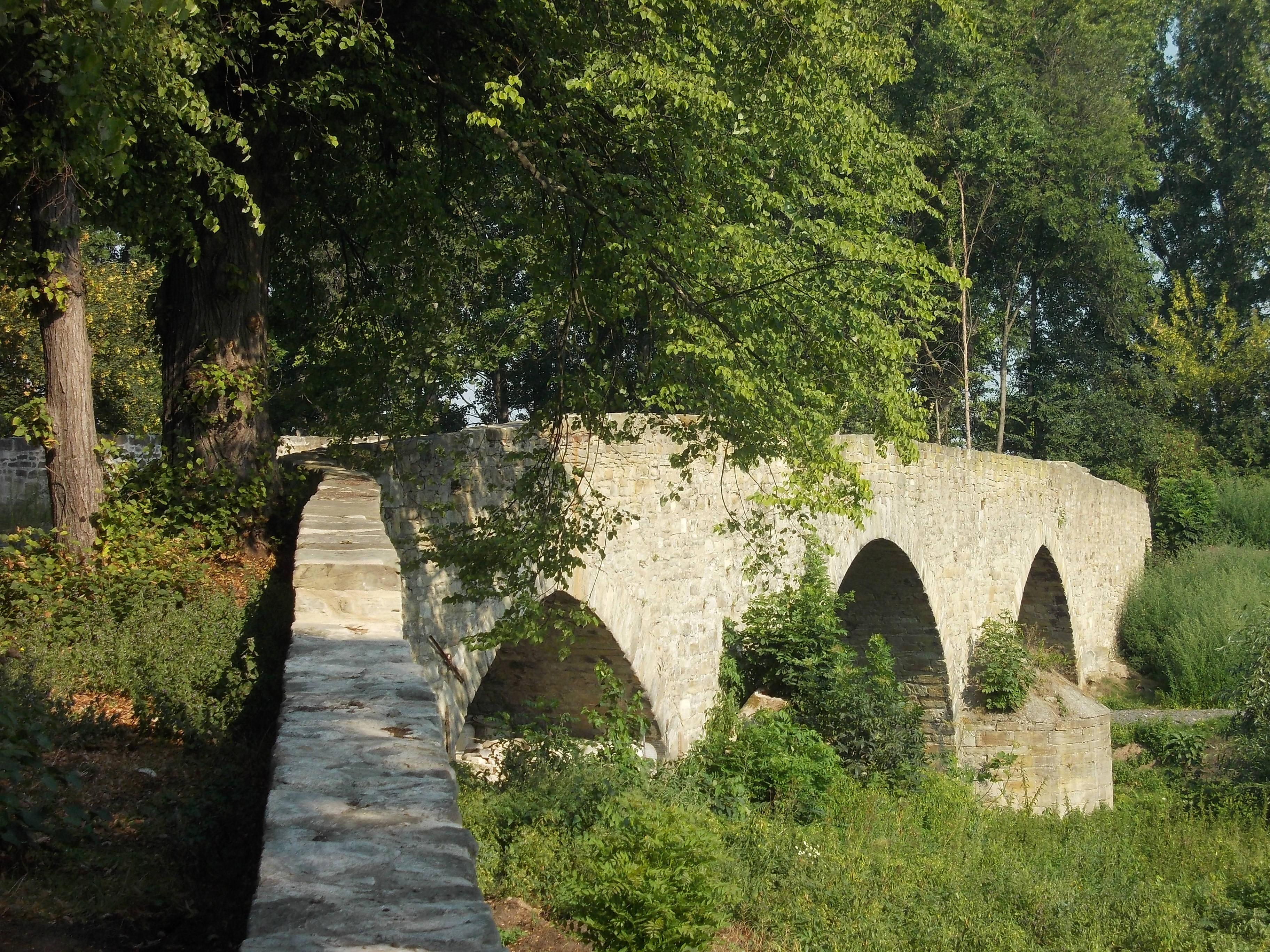
Hohe Brücke in einem Waldstück bei Merseburg

Die Hohe Brücke ist eine denkmalgeschützte Brücke in der Stadt Merseburg in Sachsen-Anhalt. Im örtlichen Denkmalverzeichnis ist sie unter der Erfassungsnummer 094 20223 als Baudenkmal verzeichnet.

## Allgemeines
Die Hohe Brücke befindet sich in einem Wald nördlich der Leipziger Straße in der Nähe des ehemaligen Forsthauses und Gaststätte Fasanerie. Daher wurde sie auch als Fasaneriebrücke bezeichnet. Sie war Teil der Straße von Leipzig über Meuschau durch Venenien bis zum Neumarkt. Die Brücke führt über das Flussbett der Alten Saale. Sie gilt als die älteste in ursprünglicher Form erhaltene steinerne Saalebrücke.

## Geschichte
Die urkundliche Ersterwähnung der Hohen Brücke fällt in das Jahr 1283. Bei der heutigen Brücke handelt es sich nicht um die damals erwähnte, da diese Brücke laut einer Tafel an der Brücke erst 1577 erbaut wurde. Die Errichtung steht im Zusammenhang mit dem Ausbau der Handelswege durch den sächsischen Kurfürsten August für die Neuerschließung der Solquellen. Die Straße zur Brücke und das Pflaster auf der Brücke sollen Steine der abgerissenen Kirche des Petriklosters sein. Mit dem Bau der Bundesstraße 181, Leipziger Straße, im Jahr 1938 verlor die Brücke ihre Bedeutung als Verkehrsbauwerk. Von 2013 bis 2017 wurde sie umfangreich saniert.

## Architektur
Drei steinerne Bögen überspannen das Flussbett der Alten Saale.